# آل فابلمان
آل فابلمان (بالإنجليزية: The Fabelmans) هو فيلم دراما أمريكي من إخراج ستيفن سبيلبرغ وبطولة ميشيل ويليامز، سيث روغن، بول دانو، جوليا باترز وأوكس فيجلي. صَدرَ الفيلم في 23 نوفمبر 2022.

## روابط خارجية
- فابلمانز على موقع IMDb (الإنجليزية)
- فابلمانز على موقع ميتاكريتيك (الإنجليزية)
- فابلمانز على موقع روتن توميتوز (الإنجليزية)
- فابلمانز على موقع ألو سيني (الفرنسية)
- فابلمانز على موقع أول موفي (الإنجليزية)
- فابلمانز على موقع فيلمافينيتي (الإسبانية)
- فابلمانز على موقع قاعدة بيانات الأفلام السويدية (السويدية)
- فابلمانز على موقع قاعدة بيانات الفيلم (الإنجليزية)
- فابلمانز على موقع ليتربوكسد (الإنجليزية)
- فابلمانز على موقع كينوبويسك (الروسية)